# 1938 en photographie
| Années de la photographie : 1935 - 1936 - 1937 - 1938 - 1939 - 1940 - 1941    |
| Décennies de la photographie : 1900 - 1910 - 1920 - 1930 - 1940 - 1950 - 1960 |

Cet article présente les faits marquants de l'année 1938 en photographie.

## Événements
- septembre : Trude Fleischmann parvient à fuir l'Autriche avec l'aide de la photographe américaine Marion Post Wolcott ; elle se réfugie à Paris puis à Londres, et part enfin pour New York, où elle adopte la nationalité américaine[1].
- 14 octobre : Hélène Roger-Viollet (1901-1985) fonde au 6 rue de Seine à Paris la Documentation photographique générale Roger-Viollet, après avoir racheté une boutique de photographies et sur la base du fonds photographique constitué par son père, Henri Roger-Viollet (1869-1946)[2].
- L'atelier photographique Maison Bonfils, fondé en 1867 à Beyrouth au Liban par Félix Bonfils et son épouse Lydie Bonfils, continué sous ce nom par leur fils puis Abraham Guiragossian, cesse son activité[3].
- Création du magazine suédois de reportage-photo Se par le journaliste Carl-Adam Nycop et l'éditeur Åke Bonnier.
- La Henry Street Settlement House commande à John Swope un reportage photographique sur le travail des infirmières à Harlem et dans le Lower East Side à New York[4].
- Création en France de la FAP (Fabrique d'Appareils photographiques) à Suresnes, qui commercialise le Norca[5].

## Photographies notables
- Walker Evans commence The Passengers, série de photographies d’anonymes dans la rue ou le métro de New York, à leur insu (avec l'appareil photo au cou et le déclencheur dans la manche).
- Henri Cartier-Bresson, Juvisy (en)[6].
- Willy Ronis, photographie de Rose Zehner, déléguée syndicale aux usines Citroën du quai de Javel haranguant ses collègues ouvrières ; elle est réalisée lors d'un reportage, commande du magazine Regards[7],[8].

## Livres de photographie
- Bill Brandt, A Night in London : story of a London night in sixty-four photographs, Londres et Paris, Country Life et Arts et metiers graphiques.
- Robert Capa et Gerda Taro, Death in the Making, New York, Covici Friede Publishers, maquette d'André Kertész[9].
- René-Jacques, Envoûtement de Paris, texte de Francis Carco, illustré de 112 photographies, Paris, Grasset, 87 p.
- Ylla, Au royaume des bêtes. Petits et grands, texte d'André Demaison, Paris, Arts et métiers graphiques, Londres, Country life, New-York, Charles Scribner's sons, 1938, 28 ff.

## Études, essais et articles
- Walter Benjamin publie dans le no  7 de la revue Zeitschrift für Sozialforschung 7 une recension de la thèse de Gisèle Freund, La photographie en France au dix-neuvième siècle. Essai de sociologie et d’esthétique publiée à Paris en 1936[10].
- (en) Beaumont Newhall, « Documentary approach to photography », Parnassus,‎ mars 1938.
- (en) Robert Taft, Photography and the American Scene, A Social History 1839-1889, New York, Macmillan company, 546 p.[11].

## Expositions
- 28 septembre - 18 novembre : Walker Evans. American Photographs, Museum of Modern Art (MoMA), New York[12].

## Naissances
- 2 janvier : 
  - David Bailey, photographe de mode et portraitiste britannique.
  - Stanislav Tereba, photographe tchèque de l'Associated Press, lauréat du World Press Photo of the Year 1959, mort le 17 janvier 2023.
- 9 janvier : Heinrich Riebesehl, photographe allemand, mort le 31 octobre 2010.
- 10 janvier : Josef Koudelka, photographe français d'origine tchèque, membre de l'agence Magnum.
- 12 janvier : Roger Kasparian, photographe français d'origine arménienne, mort le 15 février 2024.
- 22 janvier : Peter Beard, photographe, artiste et documentariste américain, mort en avril 2020.
- 28 février : John Bulmer, photographe anglais, connu pour ses reportages dans les cités minières de l'Angleterre et du nord de la France.
- 6 mars : Joel Meyerowitz, photographe américain.
- 2 avril : Martine Franck, photographe belge de l'agence Magnum, morte le 16 août 2012.
- 4 avril : Johan van der Keuken, photographe et réalisateur néerlandais, mort le 7 janvier 2001.
- 18 avril : Masatoshi Naitō, photographe japonais.
- 1er mai : Takeshi Mizukoshi, photographe japonais.
- 20 mai : Astrid Kirchherr, photographe allemande, morte le 12 mai 2020.
- 21 mai : Helga Paris, photographe allemande, morte le 5 février 2024.
- 2 juin : Sabrina Michaud,  photographe française.
- 11 juin : Jacques Hoden, photographe et pilote automobile français.
- 19 juin : Margret Nissen, photographe allemande.
- 26 juin : Win Labuda (Winfried Gerhard Labudda)  inventeur, chercheur, scientifique, photographe et chef d'entreprise allemand.
- 10 juillet : Ruiko Yoshida, photographe et photojournaliste japonaise.
- 30 juillet : Terry O'Neill, photographe britannique, connu pour ses clichés de stars, mort le 16 novembre 2019.
- 4 août : Burk Uzzle, photographe américain, membre de l'agence Magnum.
- 25 août : Boris Mikhaïlov, photographe ukrainien, l'un des fondateurs du groupe Vremia, mouvement artistique important dans l'école de photographie de Kharkiv.
- 29 août : Hermann Nitsch, artiste et photographe autrichien, cofondateur du mouvement  Actionnisme viennois (Wiener Aktionismus), mort le 18 avril 2022.
- 9 septembre : Bernard Perrine, journaliste et photographe français, correspondant de la section de photographie de l'Académie des beaux-arts, mort le 15 décembre 2023.
- 25 septembre: Daniel Cande, photographe français, connu pour ses photographies de spectacle.
- 2 octobre : Hans Silvester, photographe allemand.
- 7 octobre : Walther Grunwald, architecte et photographe allemand.
- 10 octobre : Daidō Moriyama (森山大道), photographe japonais.
- 13 octobre : George Tice (en), photographe américain, connu pour ses photographies des paysages et de l'environnement urbain américains, principalement dans son New Jersey natal, mort le 16 janvier 2005.
- 15 octobre : Eugen Nosko, photographe et journaliste allemand.
- 1er novembre : Kim Ki-Chan (김기찬), photographe coréen, spécialisé dans les scènes de rue en noir et blanc, mort le 2005.

- Date précise inconnue ou non renseignée :
  - Manuel Bidermanas, photojournaliste français.
  - Barbara Gluck, photographe et photojournaliste américaine.
  - Marc Hispard, photographe de mode français, mort le 25 avril 2015.
  - Edith Hollant, peintre et photographe haïtienne.

## Décès
- 1er janvier : Domenico Anderson, photographe italien, né en 1854.
- 19 janvier : Nakajima Matsuchi, photographe japonais, né en 1850.
- 26 janvier : Pierre-Fortunat Pinsonneault, photographe canadien, né le 28 février 1864.
- 5 février : Ernest Clair-Guyot, peintre, lithographe et photojournaliste français, actif à la revue L'Illustration, né le 30 juin 1856.
- 3 mars : Charles Spindler, peintre, illustrateur, ébéniste, écrivain et photographe français, né le 11 mars 1865.
- 8 mars : Richard N. Speaight, photographe portraitiste anglais, photographe officiel de la maison royale britannique, membre de la Professional photographer's association de Londres, né le 7 septembre 1875.
- 19 avril : Mario Gabinio, photographe et alpiniste italien, actif dans la région du Piémont, né le 12 mai 1871.
- mai : Benjamin Abrahão Botto, photographe brésilien, né vers 1890.
- 8 juin : Emil Mayer, juriste et photographe autrichien, né le 5 octobre 1871.
- 16 juillet : Henri Bellieni, ingénieur en optique et photographe français, inventeur d'un appareil de prise de vues stéréoscopiques, né le 3 octobre 1857.
- 18 juillet : Aymar de La Baume Pluvinel, astronome français, spécialiste de la photographie des corps célestes, né le 6 novembre 1860.
- 18 octobre : Frank-Henri Jullien, photographe suisse, né le 20 août 1882.

## Célébrations
Centenaire de naissance
- Edmond Bénard
- Étienne Berne-Bellecour
- Charles Gallot
- Émile Gsell
- John Benjamin Stone
- Ueno Hikoma
- Yokoyama Matsusaburō
- John Papillon
- John Thomas
- Joseph Villard

Centenaire de décès
- Bernard Courtois